# Lastreopsis nephrodioides
Lastreopsis nephrodioides är en träjonväxtart som först beskrevs av Bak., och fick sitt nu gällande namn av Tindale. Lastreopsis nephrodioides ingår i släktet Lastreopsis och familjen Dryopteridaceae. Inga underarter finns listade.